# Офелия (ураган, 2011)
Ураган «Офелия» (англ. Hurricane Ophelia) — самый сильный ураган в Атлантике за 2011 год. Семнадцатый тропический циклон, шестнадцатый тропический шторм, пятый ураган и третий крупный ураган, сезона ураганов 2011 года. Возник в результате тропической волны в центральной Атлантике, образовавшейся 17 сентября примерно на полпути между островами Зелёного Мыса и Малыми Антильскими островами.
После усиления Офелии для северо-восточных Карибских островов были выпущены многочисленные предупреждения. Жителей призвали подготовиться к сильным ветрам и наводнениям. Когда система приблизилась к ним максимально близко, прошли сильные осадки, что привело к оползням. На острове Бермуды было зарегистрировано небольшое количество дождя, порывистый ветер был ниже силы тропического шторма, а штормовой нагон вдоль побережья нанёс минимальный ущерб. В Ньюфаундленде, из-за проливных дождей произошли наводнения, которые разрушали дороги и здания. После перехода Офелии во внетропический циклон жителей по всей Европе призвали готовиться к сильным ветрам, в некоторых местах выпало до 100 мм осадков. В Северной Ирландии из-за более прохладной погоды по всему региону выпало несколько дюймов снега, в результате чего без электричества оказались сотни домов. В целом, смертельных случаев, связанных с ураганом не зарегистрировано, а ущерб был минимальным.

## Метеорологическая история
Формирование урагана Офелия частично объясняется низкоширотной тропической волной, которая поднялась у западного побережья Африки в середине сентября. По мере того, как волна шла на запад, она начала взаимодействовать с зоной межтропической конвергенции (ITCZ) и впоследствии была представлена с низкой вероятностью развития в 48-часовом прогнозе тропической погоды Национального центра ураганов (NHC). Несмотря на то, что сдвиг атмосферного ветра был лишь незначительно благоприятным, структура облаков была организована, и на поверхности образовалась область низкого давления. Активность продолжалось, поскольку возмущение двигалось в основном на запад, и было оценено, что оно имеет высокую вероятность развития к началу 19 сентября. Согласно спутниковым тенденциям и данным, полученным с помощью усовершенствованного скаттерометра, возмущение было поднято до тропической депрессии в 18:00 по всемирному координированному времени на следующий день, находясь примерно в 2090 км к востоку от Малых Антильских островов, а шесть часов спустя — до тропического шторма.

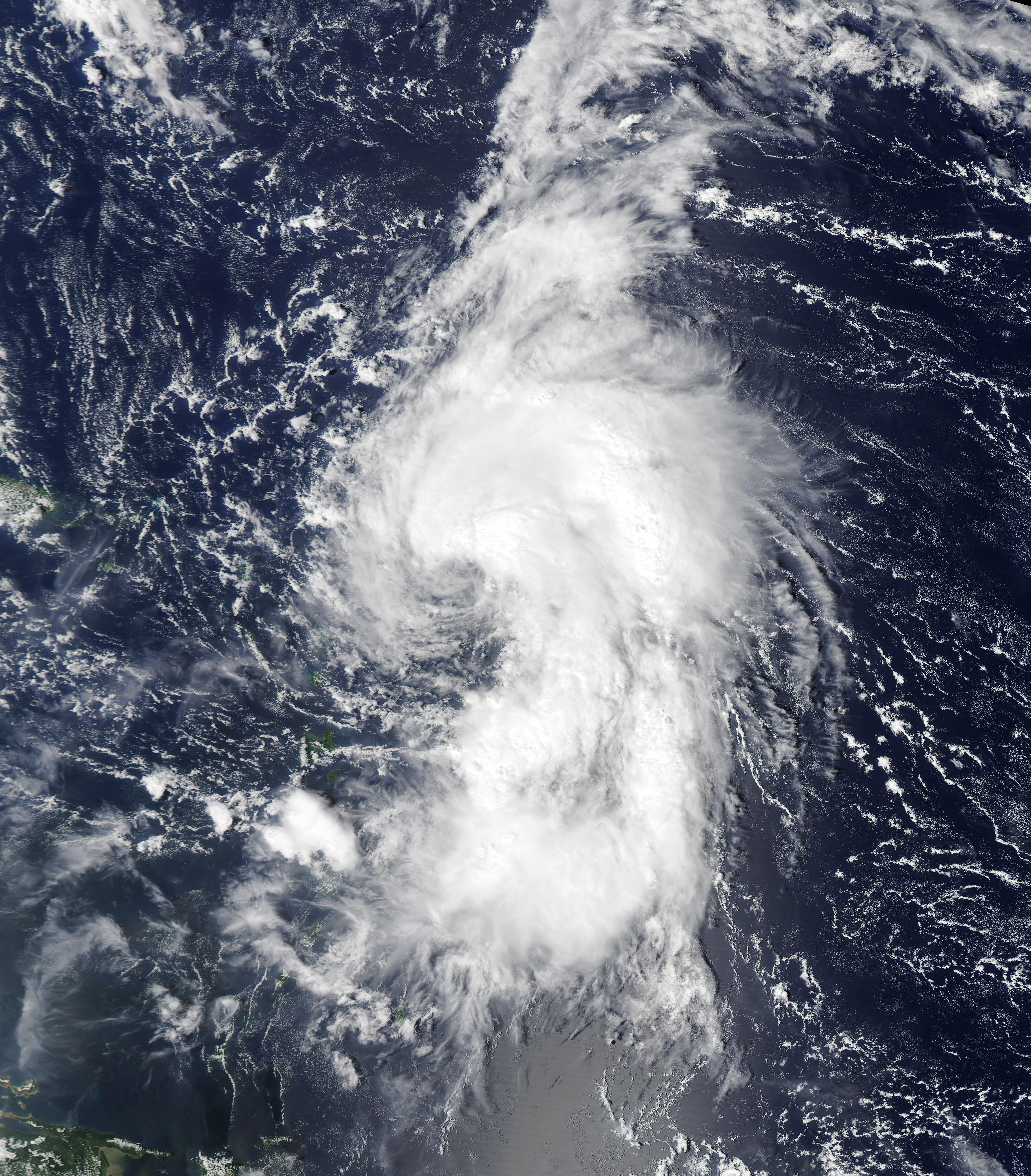
Тропический шторм Офелия рядом с Малыми Антильскими Островами 28 сентября

Тропический шторм Офелия продолжал усиливаться по мере продвижения с запада на северо-запад. Изогнутые конвективные полосы стали заметными в северном полукруге циклона, а около центра развивалась глубокая конвекция. Однако эта тенденция к усилению была недолгой, поскольку увеличился сдвиг ветра от близлежащего нижнего уровня верхнего уровня. Несмотря на плохое изображение спутника, данные с близлежащего буя показали, что система оказалась сильнее, чем предполагалось ранее, с максимальным устойчивым ветром 65 миль в час (100 км/ч) 22 сентября. Хотя глубокая конвекция значительно ослабла рано утром 23 сентября, к полудню она вернулась, и разведывательный самолёт резерва ВВС обнаружил в системе ветер со скоростью 60 миль в час (95 км/ч), что намного сильнее, чем интенсивность 45 миль в час (75 км/ч), которую система оценивала перед полетом.
Национальный центр первоначально оценил остатки Офелии с низкой вероятностью регенерации как глубокую конвекцию в сочетании с низкой, но впоследствии эти шансы были увеличены до средней вероятности к полуденным часам 26 сентября. В хорошо организованной облачной массе возникла новая низкоуровневая циркуляция, и в тот вечер система снова получила высокую вероятность образования тропического циклона. После разведывательного полета резерва ВВС в систему, возмущение было повышено до Тропическая депрессия Офелия в 12:00 UTC 27 сентября и снова повышено до тропического шторма с максимальной устойчивостью ветра 45 миль в час (75 км / ч) 18 часов. позже. Когда циклон достиг западной периферии субтропического хребта, расположенного в центральной Атлантике он начал изгибаться на север и снова усиливаться. Поздно 28 сентября наверху центра расцвела глубокая конвекция, и изображения показали развитие глаза. К полудню 29 сентября отток с верхних ярусов увеличился во всех четырёх квадрантах циклона, и оценки спутниковой интенсивности продолжали расти, что побудило NHC повысить категорию Офелию до урагана 1 категории к 18.00 UTC того же дня.
Неожиданный период быстрого углубления начался рано утром 30 сентября, когда на спутниковых снимках стал ясно виден четко очерченный глаз. Офелия переросла в ураган категории 2 с ветром 100 миль в час (155 км / ч) к 06:00 по всемирному координированному времени и стала третьим крупным ураганом сезона — категории 3 или выше по шкале ураганов Саффира — Симпсона — двенадцать часов спустя. Вершины облаков продолжали охлаждаться в зоне зрения системы поздно вечером 1 октября, а вершины облаков оказались в зоне потепления системы. Офелия усилилась до урагана 4-й категории в 00:00 по всемирному координированному времени 2 октября и одновременно достигла максимальной интенсивности с максимальными продолжительными ветрами 140 миль в час (220 км / ч) и минимальным барометрическим давлением 940 мбар (гПа; 27,76 дюйма ртутного столба) на востоке. Ослабление наступило на следующий день, когда ураган достиг более низких температур поверхности моря и окружающей среды, характеризующейся значительно более стабильным воздухом. Офелия ослабла до уровня ниже сильного урагана к 18:00 по всемирному координированному времени и превратилась в тропический шторм к 06:00 по всемирному координированному времени 3 октября. Система потеряла свои тропические характеристики и через четыре часа была объявлена внетропическим циклоном, находясь к юго-западу от Ньюфаундленда. К полуденным часам следующего дня внетропический минимум был поглощен более крупной погодной системой.

## Подготовка и последствия

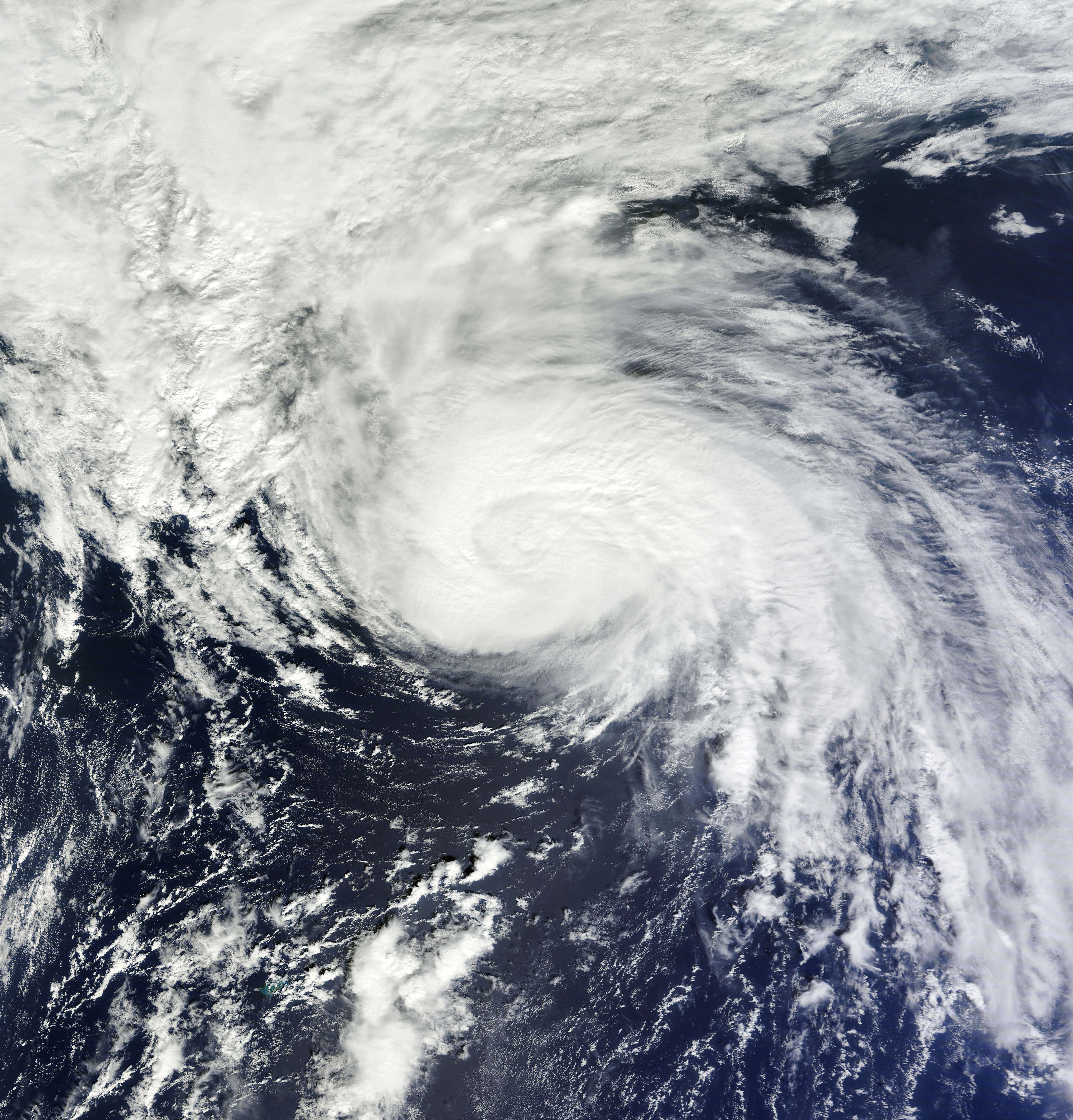
Ураган Офелия приближается к Ньюфаундленду 2 октября

Хотя центр Офелии оставался в 205 милях (330 км) к востоку от Малых Антильских островов, его внешние полосы вызывали проливные дожди по всему региону. В Доминике более 4 дюймов (100 мм) дождя выпало на отдельные части страны, что вызвало наводнение на нескольких реках. Около 1600 человек оказались в затруднительном положении, многие автомобили были смыты наводнением, а оползни перекрыли доступ к нескольким посёлкам. Несколько предприятий и школ были закрыты при подготовке к урагану. Когда Офелия наиболее близко подошла к региону, из-за проливных дождей затопило аэропорт Кейнфилд, были повреждены здания и фермы, в результате чего жители оказались в ловушке. Порывистые ветры, достигающие временами 60 км/ч (37 миль в час), и отдельные грозы затронули некоторые районы Гваделупы.
После повышения статуса Офелии до статуса урагана 29 сентября Метеорологическая служба Бермудских островов (BWS) выпустила предупреждение о тропическом шторме для всего острова. В течение следующих дней угроза разрушительных ветров постепенно уменьшалась, так как маршрут прогноза шторма вел достаточно далеко на восток от территории, чтобы защитить регион от прямого попадания. Четыре рейса из США на Бермуды были отменены из-за штормовых условий. Вдоль побережья Департамент поднял предупреждения о повышенных рисках прибоя для всего южного берега и временно закрыл Хорсшу-Бич. Кроме того, было отложено несколько местных мероприятий. Проходя примерно 140 миль (220 км) к востоку от Бермуд, от внешних полос Офелии выпало 0,38 дюйма (9,7 мм) дождя и порывы ветра до 35 миль в час (55 км / ч) через острова.
1 октября Министерство окружающей среды Канады выпустило предупреждение о тропическом шторме для полуострова Авалон. На всей территории Ньюфаундленда жители были предупреждены о проливных дождях, достигающих 4 дюймов (100 мм).
В то время как Офелия все ещё влияла на Ньюфаундленд, синоптики в Соединённом Королевстве предупредили жителей, что остатки шторма принесут в страну нестабильную погоду в течение нескольких дней. В разгар рекордной аномальной жары, когда температура достигла рекордно высокого уровня в 86 °F (29,9 °C), ожидалось, что шторм принесёт гораздо более прохладную погоду во всем регионе. Также ожидались сильные ветры и проливные дожди, что привело к отмене паромного сообщения. Ожидается, что резкое падение температуры в связи с остатками шторма также вызовет снегопады по всей Великобритании. В графстве Донегол выпал первый сезонный снег, в результате чего сотни жителей остались без электричества.

## Примечание
1. ↑  Stacy Stewart. Graphical Tropical Weather Outlook. National Hurricane Center. National Oceanic and Atmospheric Administration (17 сентября 2011). Дата обращения: 18 января 2013. Архивировано 4 марта 2016 года.
2. ↑  Stacy Stewart. Graphical Tropical Weather Outlook. National Hurricane Center. National Oceanic and Atmospheric Administration (19 сентября 2011). Дата обращения: 18 января 2013. Архивировано 4 марта 2016 года.
3. ↑  John Cangialosi (8 декабря 2011). Hurricane Ophelia Tropical Cyclone Report (PDF). National Hurricane Center (Report). National Oceanic and Atmospheric Administration. Архивировано (PDF) 4 марта 2016. Дата обращения: 18 января 2013.
4. ↑  Daniel Brown. Tropical Storm Ophelia Discussion Number 2. National Hurricane Center. National Oceanic and Atmospheric Administration (21 сентября 2011). Дата обращения: 18 января 2013. Архивировано 7 марта 2016 года.
5. ↑  John Cangialosi. Graphical Tropical Weather Outlook. National Hurricane Center. National Oceanic and Atmospheric Administration (26 сентября 2011). Дата обращения: 18 января 2013. Архивировано 4 марта 2016 года.
6. ↑  Richard Pasch. Graphical Tropical Weather Outlook. National Hurricane Center. National Oceanic and Atmospheric Administration (26 сентября 2011). Дата обращения: 18 января 2013. Архивировано 4 марта 2016 года.
7. ↑  Robbie Berg. Graphical Tropical Weather Outlook. National Hurricane Center. National Oceanic and Atmospheric Administration (26 сентября 2011). Дата обращения: 18 января 2013. Архивировано 22 октября 2015 года.
8. ↑  Eric Blake. Tropical Storm Ophelia Discussion Number 26. National Hurricane Center. National Oceanic and Atmospheric Administration (28 сентября 2011). Дата обращения: 18 января 2013. Архивировано 4 марта 2016 года.
9. ↑  Lixion Avila. Hurricane Ophelia Discussion Number 29. National Hurricane Center. National Oceanic and Atmospheric Administration (29 сентября 2011). Дата обращения: 18 января 2013. Архивировано 6 марта 2016 года.
10. ↑  Stacy Stewart. Hurricane Ophelia Discussion Number 31. National Hurricane Center. National Oceanic and Atmospheric Administration (30 сентября 2011). Дата обращения: 18 января 2013. Архивировано 7 марта 2016 года.
11. ↑  John Cangialosi. Tropical Depression Ophelia Public Advisory Number 23. National Hurricane Center. National Oceanic and Atmospheric Administration (28 сентября 2011). Дата обращения: 2 октября 2011. Архивировано 6 марта 2016 года.
12. ↑  TDN Wire Staff. Flooding and landslides in Dominica during heavy rainfall. The Dominican (28 сентября 2011). Дата обращения: 29 сентября 2011. Архивировано 10 марта 2016 года.
13. ↑  Staff Writer (29 сентября 2011). Dominica Schools closed in Ophelia's wake. Caribbean Broadcasting Cooperation. Архивировано из оригинала 6 октября 2014. Дата обращения: 18 января 2013.
14. ↑  Staff Writer (29 сентября 2011). Encore en jaune pour fortes pluies et orages! (фр.). France-Antilles. Архивировано 31 марта 2012. Дата обращения: 1 октября 2011.
15. ↑  Lixion Avila (29 сентября 2011). Hurricane Ophelia Public Advisory Number 29. National Hurricane Center (Report). National Oceanic and Atmospheric Administration. Архивировано 8 марта 2016. Дата обращения: 18 января 2013.
16. ↑  Staff Writer. Flights cancelled, beach closed by Ophelia. The Royal Gazette (1 октября 2011). Дата обращения: 2 октября 2011. Архивировано из оригинала 2 октября 2011 года.
17. ↑  October 1, 2011, Climate Report. Bermuda Weather Service (2 октября 2011). Дата обращения: 2 октября 2011. Архивировано из оригинала 2 октября 2011 года.
18. ↑  Lixion Avila. Hurricane Ophelia Public Advisory Number 37. National Hurricane Center. National Oceanic and Atmospheric Administration (1 октября 2011). Дата обращения: 2 октября 2011. Архивировано 3 марта 2016 года.
19. ↑  Staff Writer. Hurricane Ophelia heads to Newfoundland, Nova Scotia. CBC News (1 октября 2011). Дата обращения: 18 января 2012. Архивировано 4 января 2012 года.
20. ↑  Heidi Blake (2 октября 2011). North braced for Hurricane Ophelia as south basks in record-breaking heat. The Telegraph. Архивировано 21 декабря 2011. Дата обращения: 1 января 2012.
21. ↑  Richard James. Britain set for heavy rain and snow as Hurricane Ophelia ends mini heatwave. Metro News United Kingdom (3 октября 2011). Дата обращения: 3 октября 2011. Архивировано 20 ноября 2012 года.
22. ↑  Staff Writer. Almost 1,0000 homes left without electricity as rain, gales and snow hits Donegal. DonegalDaily (6 октября 2011). Дата обращения: 26 января 2013. Архивировано 21 января 2021 года.